# Novo Selo Mađunsko
Maxhunaj en albanais et Novo Selo Mađunsko en serbe latin (en serbe cyrillique : Ново Село Мађунско) est une localité du Kosovo située dans la commune/municipalité de Vushtrri/Vučitrn et dans le district de Mitrovicë/Kosovska Mitrovica. Selon le recensement kosovar de 2011, elle compte 2 035 habitants.

## Démographie

### Évolution historique de la population dans la localité
| 1948 | 1953  | 1961  | 1971  | 1981  | 1991  | 2011  |
| ---- | ----- | ----- | ----- | ----- | ----- | ----- |
| 878  | 1 028 | 1 147 | 1 315 | 1 687 | 1 800 | 2 035 |

|  |

### Répartition de la population par nationalités (2011)
En 2011, les Albanais représentaient 99,80 % de la population.